# Thaden T-4
Il Thaden T-4A era un aereo da trasporto passeggeri monoplano, sviluppato dall'azienda aeronautica statunitense Pittsburgh Metal Airplane Company di Pittsburg, Pennsylvania, nella seconda metà degli anni venti del XX secolo.

## Storia del progetto

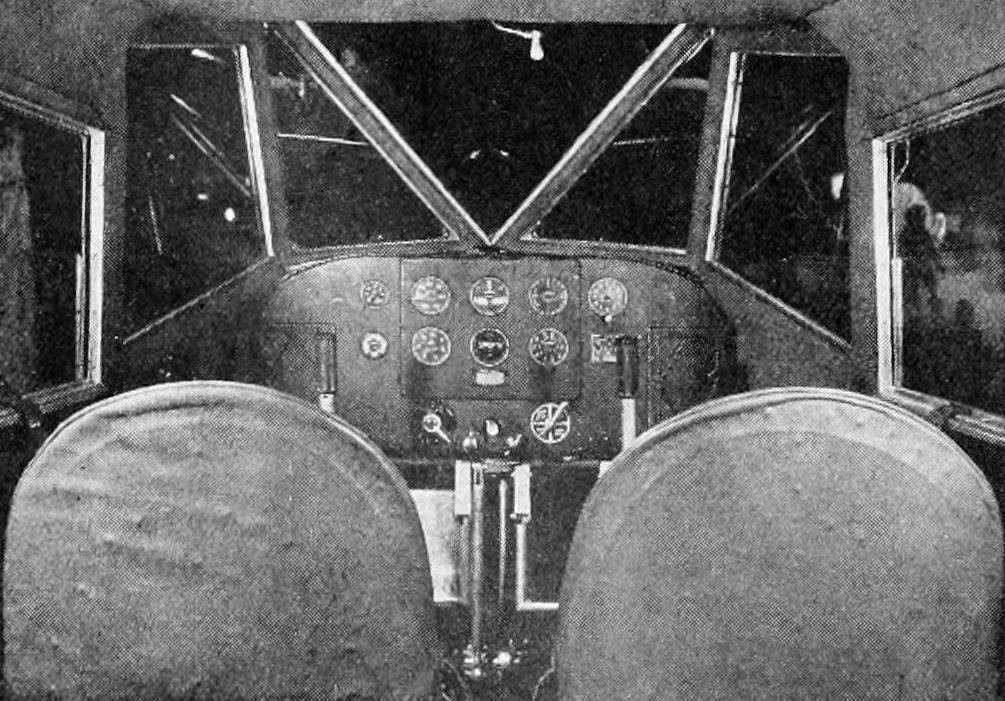
La cabina di pilotaggio del T-4.

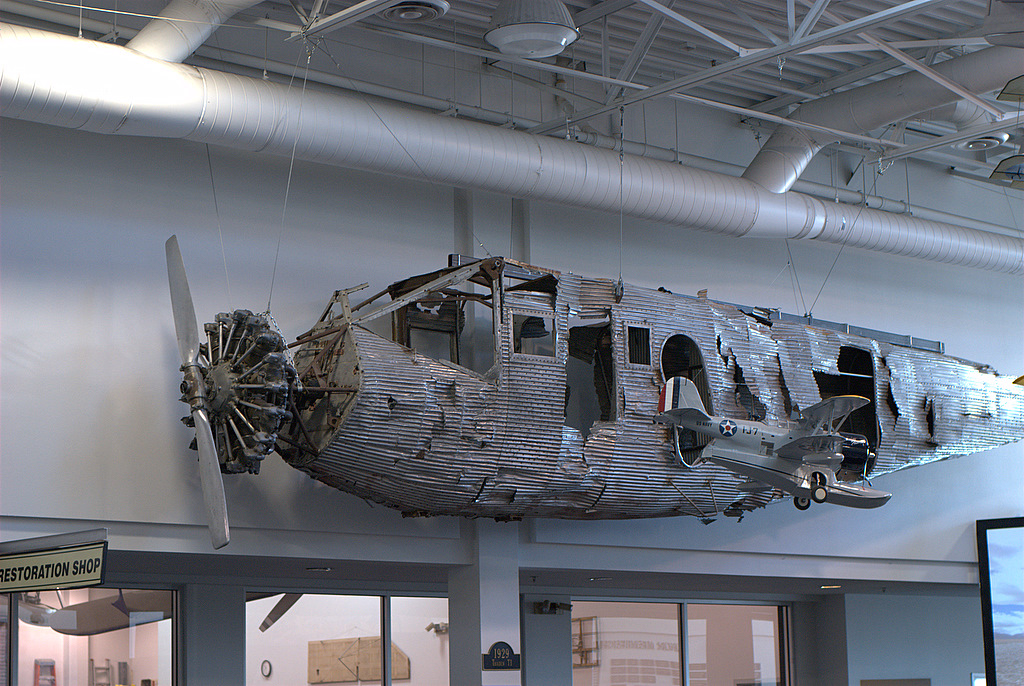
L'interno della fusoliera posteriore di un Thaden T-4.

L'ingegnere Herbert von Thaden, fondatore della Thaden Metal Aircraft Company a San Francisco, California, sviluppò il suo terzo aereo nella seconda metà degli anni venti del XX secolo, quando la sua società era stata rilevata dalla Pittsburgh Metal Airplane Company di Pittsburgh, Pennsylvania di cui era divenuto vicepresidente. Si trattava un aereo da trasporto passeggeri monoplano, di costruzione interamente metallica.
L'ala, posta in posizione alta, era realizzata interamente in duralluminio, e ricoperta da pannelli ondulati di alclad rivettati, e collegata al carrello di atterraggio tramite un puntone per lato. Essa impiegava il nuovo design "S" secondo gli studi aerodinamici del colonnello Clark. La fusoliera monoscocca è costituita da tubi in duralluminio ricoperti da pannelli di alclad ondulato.
La cabina di pilotaggio, dotata di doppi comandi, poteva ospitare 2 piloti e 3 passeggeri. La propulsione era assicurata da un singolo motore radiale Wright J-6 Whirlwind a 9 cilindri, raffreddato ad aria erogante la potenza di 300CV (220 kW), ed azionante un'elica bipala Standard Steel. La capacità carburante dei serbatoi alari era pari a 96 US galloni. Il carrello di atterraggio era triciclo, posteriore, fisso con di ruotino di coda, dotato di ammortizzatori oleopneumatici sulle gambe principali. La velocità di salita era di 4,7 m/s.
Questo aereo si rivelò il progetto di maggior successo di Thaden, venendo costruito in due esemplari nel 1930 (898M e C502V). 
Nello stesso anno, la Pittsburgh All-Metal Aircraft Co. venne acquisita dalla Consolidated Aircraft Corporation e cambiò nome in Metalair Corp.